# Prvenstvo Hrvatske u nogometu za juniore 1992./93.
Juniorski prvaci Hrvatske u nogometu za sezonu 1992./93. su bili nogometaši Varteksa iz Varaždina.

## Prvi rang
Prvo je igrano po regijama nogometnog saveza, a četiri najuspješnije momčadi su se plasirale u završnicu.

### Završnica
Igrana u Varaždinu 12. i 13. lipnja 1993.
Konačni poredak: 

1. Varteks (Varaždin) 

2. Hajduk (Split) 

3. Osijek (Osijek) 

4. Croatia (Zagreb)